# Snippert

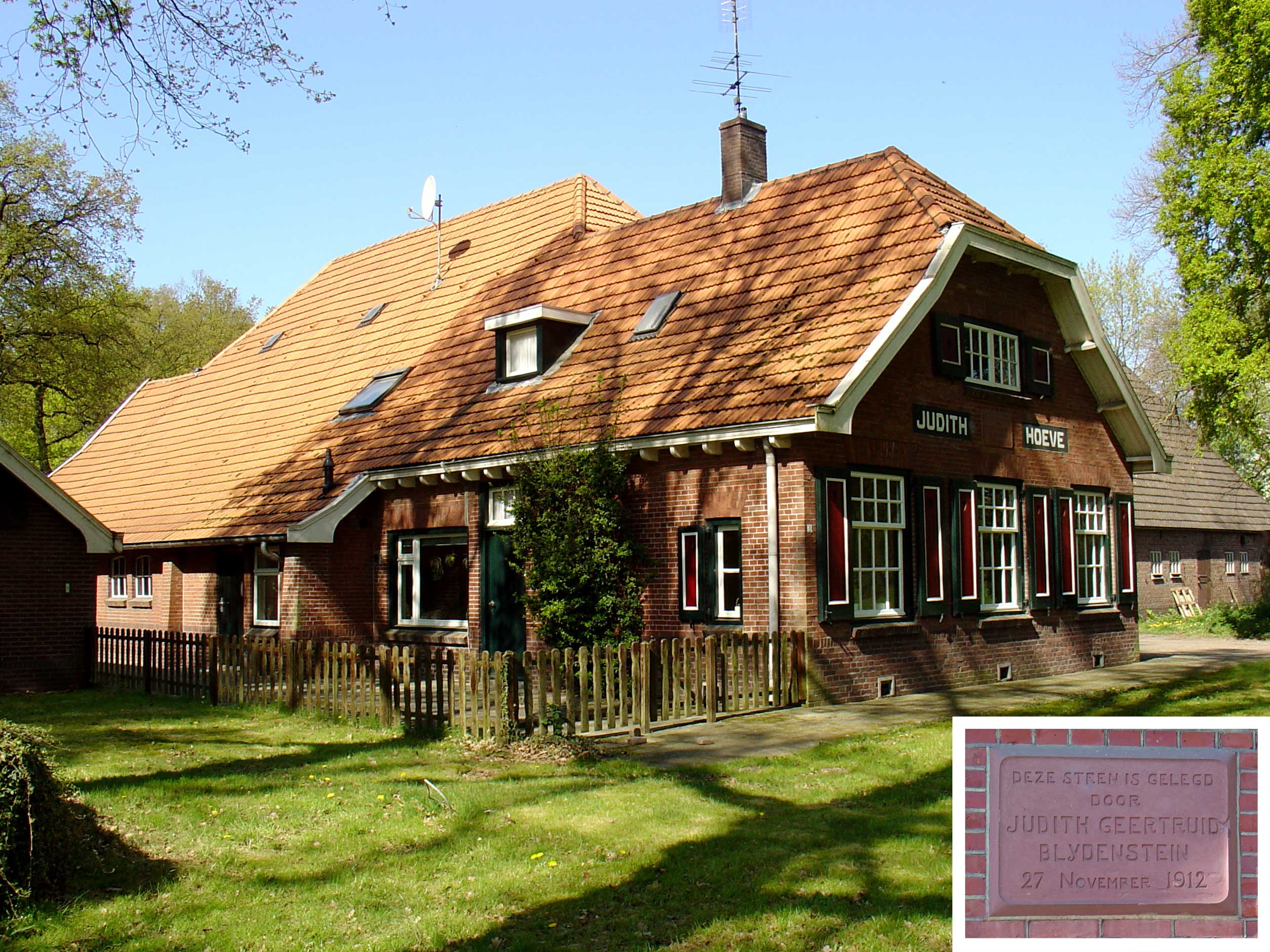
De Judithhoeve met in de inzet de eerste steen, die door Judith Blijdestein is gelegd

De Snippert is een natuurgebied in de Nederlandse provincie Overijssel. Het is gelegen tussen de natuurgebieden Haagse Bos en Boerskotten aan de provinciale weg 734 van Losser naar Oldenzaal. Het gebied heeft een oppervlakte van 74 ha en bestaat uit gemengd bos, heide, weiden en akkers.

## Geschiedenis
In de 19e eeuw werd het heidegebied de Snippert aangekocht door de Twentse textielfabrikant en Eerste Kamerlid Albert Jan Blijdenstein, die er een landgoed vestigde. Blijdenstein was een van de oprichters en voorzitter van de Heidemaatschappij. Hij liet het gebied ontginnen door deze maatschappij. In het gebied ligt een landgoedboerderij, de vroegere Judithhoeve, die genoemd was naar een kleindochter van Blijdenstein.
Het gebied wordt ontwaterd door de Bethlehemschebeek. Er zijn plannen om een studie te doen om met kleinschalige maatregelen de verdroging van het natuurterrein tegen te gaan. De Snippert wordt thans beheerd door Natuurmonumenten.
Natuurmonumenten heeft een wandelroute van drie kilometer uitgezet in het natuurgebied.